# BlueGEN
BlueGEN je ime za australsku tvrtku koja se bavi proizvodnjom keramičkih gorivih ćelija. Ovaj proizvod nastao je daljnim razvojem tehnologije koje je bilo razvijeno u državnom istraživačkom institutu CSIRO. BlueGEN također ima tvornicu u Njemačkoj.

## Proizvodi
- BlueGEN Modular Generator (BlueGEN modular generator) 
  - Struja: 2000W (jednofazna)
  - Toplina: između 300W i 1000W
  - Potrošnja plina: 12.6 MJ/h
  - Potrošnja vode (hlađenje i grijanje vode: 0 do 1.67 l/h

## Vanjske poveznice
- Službene stranice BlueGENa Arhivirana inačica izvorne stranice od 9. lipnja 2011. (Wayback Machine)